# 慶寿院

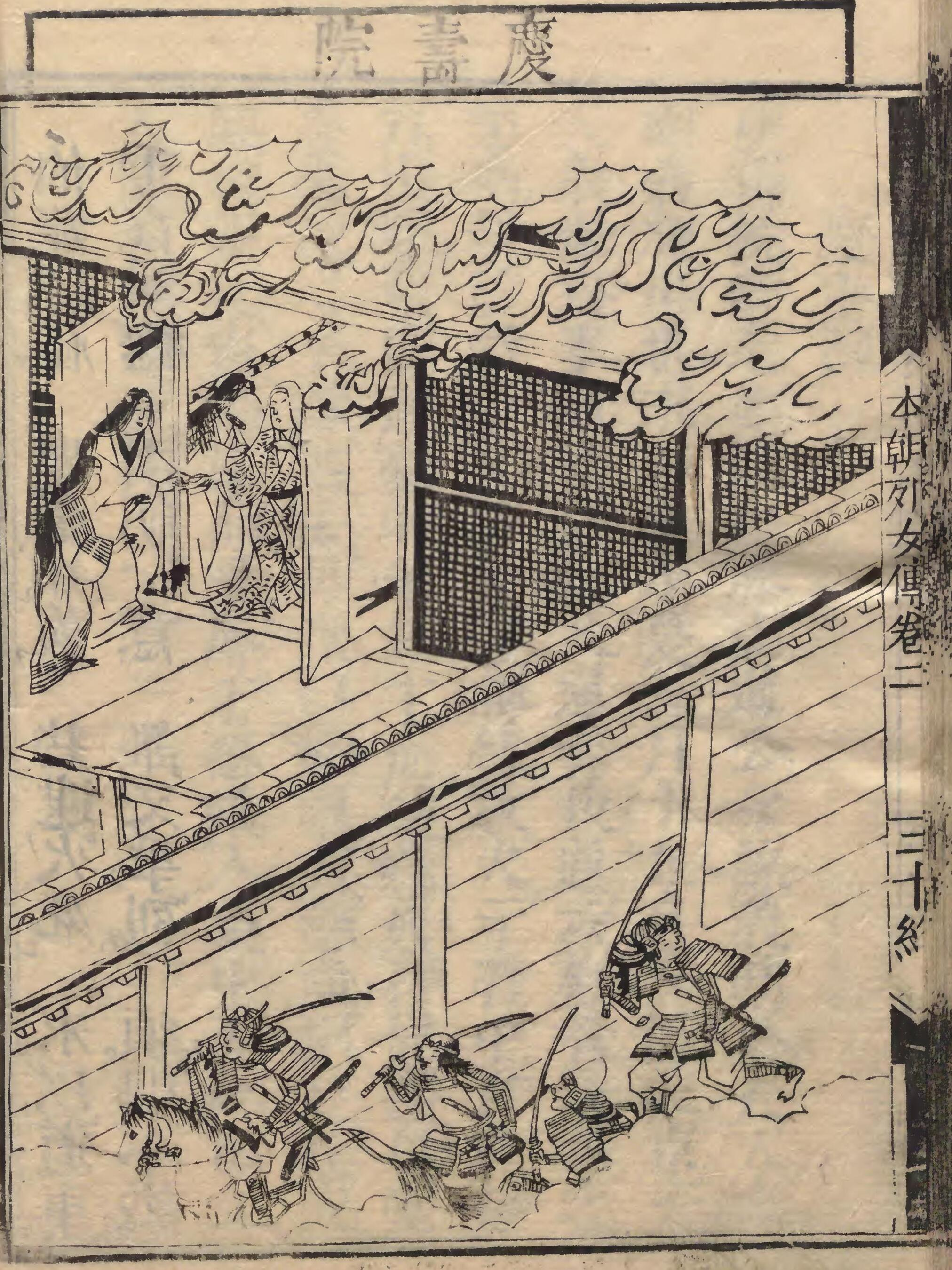
慶寿院（全像本朝古今列女伝）

慶寿院（けいじゅいん、永正11年（1514年） - 永禄8年5月19日（1565年6月17日））は、室町幕府の第12代将軍・足利義晴の御台所（正室）。関白・近衛尚通の娘。生母・実名については不詳。第13代将軍・足利義輝、第15代将軍・足利義昭、照山周暠の生母。

## 生涯
永正11年（1514年）、近衛尚通の娘として誕生。
天文3年6月8日（1534年7月18日）、近江国の桑実寺において、将軍・足利義晴との婚姻の儀が行われた。当日は雷を伴う夕立の中で儀式が行われたという（『御湯殿上日記』）。なお、当時の義晴は戦乱の影響で、六角定頼の本拠地・観音寺城の近くにあった同寺に仮の御所を設けていた。
足利将軍家の御台所は足利義満以来、日野家から迎えられてきたが、ここにおいて初めて摂関家から迎えられた。この事情について、尚通の正室・徳大寺維子（徳大寺実淳の娘）と縁戚であった細川高国が推進したとする説があるほか、義晴の生母が実は出自も不明な低い身分の女性であったとする説があり、義晴は有力な外戚を持てなかったこと、近衛尚通も日野家が将軍家との婚姻で力を持つことに不満を抱いていたことなど、この双方の思惑の一致から大物崩れによる高国の滅亡後も婚約が維持されたとみられている。
天文5年3月10日（1536年3月31日）、南禅寺において、義晴の嫡男である義輝を生む。彼女が将軍の御台所として、日野富子以来となる男子（義輝・義昭・照山周暠）を儲けたことは、血縁的な後ろ盾が乏しかった義晴にとって大きな力となった。
天文15年12月20日（1547年1月11日）、義晴が義輝に将軍職を譲る。
天文19年5月4日（1550年5月20日）、義晴は亡命先の近江穴太にて「水腫」のために病死し（『言継卿記』）、間もなく彼女も出家して、慶寿院と号した（『続応仁後記』天文19年5月9日条）。
その後、慶寿院は若い義輝の後見人として、政務の場にも登場するようになる。既に義晴の将軍在職中より、兄・稙家とともに政務への関与を裏付ける記録が、『披露事記録』や『大舘常興日記』に見られる。また、大内氏の家臣・杉興重の官途についても、彼女から内談衆への働きかけがあったという。また、義輝に所領を押領された山科言継が頼ったのも稙家及び慶寿院であり、『言継卿記』の天文17年（1547年）5月25－30日条には御礼のために近江を訪れ、その際に稙家夫妻と慶寿院に薬を献上したことが記されている。さらに、甥・近衛前久の東国下向の背景には、将軍家及び朝廷の再興を図るため、長尾景虎の上洛に期待する慶寿院の関与もあったとする見方もある。
永禄8（1565年）5月19日、三好義継や三好三人衆らが二条御所を襲撃した永禄の変の際、義輝が侵入した三好勢に討って出ようしたが、慶寿院はこれを制止したという。だが、義輝は慶寿院の制止を振り切り、家臣と共に三好勢に突撃し、討ち死した。
義輝の死から時をおかずして、慶寿院は三好の兵の手にかかる前に自害した。三好勢によって殺害されたとも伝わる。